# Кастилья, Лука
Лука Кастилья (итал. Luca Castiglia; 17 марта 1989, Чева) — итальянский футболист, центральный полузащитник клуба «Салернитана».

## Биография
Кастилья начинал заниматься футболом в детской команде «Каркарезе». В 1998 году он поступил в футбольную школу клуба «Торино», где провёл семь лет, но так и сыграл за первую команду. В 2005 году после банкротства «Торино» все его игроки получили статус свободных агентов. Кастилья перешёл в другой туринский клуб, «Ювентус». До 2009 года он оставался игроком молодёжного состава клуба, с которым выиграл национальный чемпионат среди молодёжных команд в 2006 году, два молодёжных суперкубка (2006 и 2007) и международный турнир Вияреджо в 2009 году.
В сезоне 2007/2008 тренер «Ювентуса» Клаудио Раньери стал привлекать Кастилью в первую команду клуба. В нескольких матчах он оставался на скамейке запасных, а 27 января 2008 года дебютировал в Серии A, выйдя на замену в матче против «Ливорно». В мае того же года Кастилья принял участие ещё в одном матче чемпионата Италии, против «Сампдории». 10 декабря 2008 года он сыграл в матче Лиги чемпионов против БАТЭ, вновь выйдя на замену.
Летом и осенью 2009 года он выступал на правах аренды за «Чезену» в Серии B, но, сыграв лишь два матча, в декабре вернулся в «Юве». В январе 2010 года был отдан на полгода в аренду «Реджане», за которую сыграл 9 матчей в Леге Про. Сезон 2010/2011 Кастилья провёл в «Виареджо», был игроком основного состава, сыграл 31 матч и забил 2 гола. 29 августа 2011 года СПАЛ договорился с «Ювентусом» о совместном владении контрактом Кастильи, за этот клуб он выступал в сезоне 2011/2012, сыграл 23 матча и забил 2 гола. В июне 2012 года соглашение о совладении не было продлено, и Лука вернулся в «Ювентус».
3 августа 2012 года Кастилья перешёл в «Виченцу», выступавшую в Серии B, также на правах совместного владения. В сезоне 2012/2013 Лука играл регулярно, проведя 33 матча и забив 5 голов. Клуб однако не сумел по итогам сезона удержаться в Серии B. 21 августа 2013 года «Ювентус» вернул Кастилью, выкупив вторую половину его контракта за 350 тыс. евро. Уже сентябре футболист был отдан в годичную аренду «Эмполи». Сыграв 19 матчей в Серии B за «Эмполи», Кастилья помог команде вернуться в элитный дивизион итальянского футбола. В июне 2014 года он вернулся в «Ювентус».
Летом 2014 года Кастилья перешёл в клуб «Про Верчелли», также выступавший в Серии B. Изначально его переход был проведён на правах аренды, но в феврале 2015 года клуб выкупил контракт Луки у «Ювентуса» и заключил с футболистом контракт на три года. В «Про Верчелли» Кастилья стал одним из ведущих игроков.